# Richard Lourie
Richard Eliot Lourie (* 16. Juli 1940 in Cambridge, Massachusetts) ist ein US-amerikanischer Schriftsteller, Übersetzer und Publizist.

## Leben

### Herkunft, Jugend und Bildung
Die Vorfahren reisten als jüdisch-russische Emigranten von Litauen in die Vereinigten Staaten aus. In seiner Jugend war er gelegentlich als Taxifahrer und Chauffeur tätig. Richard Lourie studierte zuerst englische Philologie an der Boston University, wo er im Jahr 1959 die Vorträge von Robert Lowell besuchte. Anschließend reiste er von Boston nach Berkeley und studierte Russische Literatur und Geschichte Russlands an der University of California. Dort begegnete er im Jahr 1960 dem polnischen Schriftsteller Czesław Miłosz, der ebenfalls aus Litauen stammte und an der Universität in Berkeley am Department of Slavic Languages and Literatures als Professor lehrte. Lourie besuchte dessen Vorträge und blieb mit ihm über vier Jahrzehnte eng befreundet. Im Jahr 1969 promovierte Richard Lourie mit der Doktorarbeit über Andrei Donatowitsch Sinjawski zum Doktor (Ph. D.). In Berkeley studierte damals ebenfalls sein Cousin Jim Simons.

### Wirken
Für den Roman Sagittarius in Warsaw erhielt er im Jahr 1974 den Joseph-Henry-Jackson-Award. Sein Buch First Loyalty wurde im Jahr 1986 für den Pulitzer-Preis nominiert. Einige seiner Bücher beziehen sich auf Ereignisse sowie Persönlichkeiten aus der Zeit des Kalten Krieges. Er übersetzte rund 20 Bücher aus dem Russischen und Polnischen in amerikanisches Englisch. Im Jahr 1999 erschien die fiktive Autobiografie Josef Stalins und im Jahr 2002 die Biografie des sowjetischen Physikers Andrei Sacharow. Die Sachbücher, historische Romane, Novellen und Biografien von Richard Lourie wurden mehrfach aufgelegt und in andere Sprachen übersetzt. In dem Buch Abneigung zu Tulpen (Hatred for Tulips) schilderte Richard Lourie im Jahr 2007 die Lage des Jungen Joops, der das Versteck von Anne Frank in Amsterdam verriet, um das Geld für die hungernde Familie zu beschaffen.
Richard Lourie ist seit dem Jahr 2002 Kolumnist bei der Zeitschrift The Moscow Times. Er publiziert regelmäßig in The New York Times, The Washington Post, The Nation sowie The New Republic. Lourie leitete das Gouverneur Mario Cuomo Project, dessen Ziel es war, die Schriften Abrahams Lincoln in die polnische Sprache zu übertragen. Im Jahr 1989 schrieb er das Drehbuch Victims of Circumstance für die Fernsehserie Miami Vice.
Im Sommer 2013 reiste er nach Krakau und nahm beim Miłosz Festival teil. Zugleich besuchte er die Grabstätte von Czesław Miłosz in dem Paulinerkloster auf dem Skałkahügel.

## Schriften (Auswahl)
- Sagittarius in Warsaw. Vanguard Press, New York 1973.
- Letters to the future. An approach to Sinyavsky-Tertz. Cornell University Press, Ithaca 1975.
- First Loyalty. Harcourt Brace Jovanowich, San Diego 1985.
  - dt. Übersetzung Franziska Reiter: Verräter leben länger. Paul Zsolany Verlag, Wien 1987, ISBN 978-3-552-03908-7.
  - dt. Übersetzung Wolfram Ströle: Die Fernstenliebe der Spione. Roman.  Paul Zsolany Verlag, Wien 1989, ISBN 3-552-04106-0.
- Zero Gravity. A Novel. Harcourt Brace Jovanowich, San Diego 1987.
- Russia Speaks. An Oral History from the Revolution to the Present. Harper Collins, New York, 1991.
- Predicting Russia’s future. Whittle Direct Books, Knoxville, Tenn. 1991.
- Hunting the Devil. The Pursuit, Capture and Confession of the Most Savage Serial Killer in History. HarperCollinsPublishers, New York 1993.
  - dt. Übersetzung Karl Georg: Tschikatilo. Die Jagd nach dem Teufel von Rostow. Goldberg, München 1993, ISBN 3-442-42201-9.
- The Autobiography of Joseph Stalin. A Novel. Counterpoint, Washington, DC. 1999.
  - dt. Übersetzung Hans J. Becker: Stalin. Die geheimen Aufzeichnungen des Jossif Wissarionowitsch Dschugaschwili. Roman. Luchterhand, München 1999, ISBN 3-630-87037-6.
- Sakharov. A Biography. Brandeis University Press, New England, 2002
  - dt. Übersetzung Norbert Juraschitz: Sacharow. Biographie. Luchterhand, München 2003, ISBN 3-630-88008-8.
- A Hatred for Tulips. Thomas Dunne Books, New York 2007.
- Putin. His downfall and Russia's coming crash. Thomas Dunne Books, New York 2017.

### Übersetzungen
- Alexander Afanassjew, Uri Shulevitz (Illustrator): Soldier and Tsar in the Forest. A Russian Tale. Farrar, Straus & Giroux, New York 1972.
- Wladimir Nikolajewitsch Woinowitsch: The Life and Extraordinary Adventures of Private Ivan Chonkin. Northwestern University Press, Evenston, 1975.
- Wladimir Nikolajewitsch Woinowitsch: In Plain Russian. Stories. Farrar, Straus, New York 1979.
- Czesław Miłosz: Visions from San Francisco Bay. Farrar, Straus, New York 1982.
- Efraim Sewela: Why There Is No Heaven on Earth. Harper & Row, New York 1982.
- Tadeusz Konwicki: The Polish Complex. Farrar, Straus, New York 1982.
- Tadeusz Konwicki: A Minor Apocalypse. Farrar, Straus, New York 1983.
- Albert Likhanov: Shadows across the Sun. Harper & Row, New York 1983.
- Kazimierz Brandys: A Warsaw Diary. Nineteen Seventy-eight to Nineteen Eighty-one. Random House, New York 1984.
- Wladimir Nikolajewitsch Woinowitsch: The Anti-Soviet Soviet Union. Harcourt, New York 1986.
- Romuald Spasowski: The Liberation of One. The Autobiography of Romuald Spasowski, Polish Ambassador to the United States. Harcourt, New York 1986.
- Janusz Korczak: King Matt the First. Chapel Hill, N.C. 1986.
- Wladimir Nikolajewitsch Woinowitsch: Moscow 2042. Harcourt, New York 1987.
- Ewa Czarnecka, Aleksander Fiut: Conversations with Czeslaw Milosz. Harcourt Brace Jovanowich, San Diego 1987.
- Joachim Neugroschel, Lucjan Dobroszycki: The Chronicle of the Lodz Ghetto, 1941–1944. Yale University, New Haven 1987.
- Aleksander Hertz: The Jews in Polish Culture. Northwestern University Press, Evanston 1988.
- Aleksander Wat: My Century. The odyssey of a Polish intellectual. University of California Press, Berkeley 1988.
- Andrzej Szczypiorski: A Mass for the Town of Arras. Weidenfeld & Nicolson, London 1993.
- Henryk Grynberg: The Jewish War and the Victory. Northwestern University Press, Evanston, III. 2001.

## Auszeichnungen
- 1974: Joseph-Henry-Jackson-Literary-Award für Sagittarius in Warsaw
- 1986: Nominierung zum Pulitzer-Preis für First Loyalty